# Ácido glucónico
El ácido glucónico es un ácido orgánico de fórmula molecular C6H12O7 que se representa igualmente bajo la fórmula semi-condensada HOCH2(CHOH)4COOH. Se trata de uno de los dieciséis estereoisómeros del ácido 2,3,4,5,6-pentahidroxihexanóico. Es un ácido que aparece en la naturaleza a partir de la glucosa mediante fermentación aeróbica oxidativa causada por las enzimas de ciertas bacterias (Acetobacter) y algunos mohos (Aspergillus y Botrytis cinerea). El ácido da lugar a una familia de sales que se emplean como aditivos alimentarios (los Gluconatos).

## Producción
La síntesis natural mediante fermentación se realiza a partir de la glucosa. La fermentación requiere de gran cantidad de oxígeno disuelto. La generación de glucolactona mediante la enzima catalasa que se encuentra presente en los microorganismos es la responsable de generar el ácido glucónico. La producción de este ácido requiere de un ambiente de pH casi neutro.

## Usos
Se suele emplear, por regla general, las sales del ácido, denominadas gluconatos. Generalmente son conocidos el gluconato de sodio (es un conocido quelante del Calcio y es muy empleado en la limpieza de botellas de vidrio) y el gluconato de potasio. Los gluconatos de calcio y de hierro son empleados en los tratamientos de deficiencias nutritivas en el cuerpo humano (anemia). 
También se suelen medir las concentraciones de ácido glucónico en la uva para saber el punto de maduración y empezar su recolección. Por otro lado, también en agricultura el cobre complejado con ácido glucónico contribuye a promover el desarrollo (enraizamiento) y salubridad radicular.